# Софіївська селищна рада (Софіївський район)
Софі́ївська се́лищна ра́да — адміністративно-територіальна одиниця та орган місцевого самоврядування в Софіївському районі Дніпропетровської області. Адміністративний центр — селище міського типу Софіївка.

## Загальні відомості
- Населення ради: 9 512 особи (станом на 2001 рік)

## Населені пункти
Селищній раді підпорядковані населені пункти:
- смт Софіївка
- с. Любимівка
- с. Широке
- с. Михайлівка
- с. Петрове
- с. Тарасівка

## Склад ради
Рада складається з 30 депутатів та голови.
- Голова ради: Сегедій Петро Юрійович
- Секретар ради: Назаренко Людмила Іванівна

### Керівний склад попередніх скликань
| Прізвище, ім'я, по батькові | Основні відомості                                                        | Дата обрання | Дата звільнення |
| --------------------------- | ------------------------------------------------------------------------ | ------------ | --------------- |
| Смалій Олександр Борисович  | Селищний голова, 1977 року народження, безпартійний                      | 26.03.2006   | 31.10.2010      |
| Сегедій Петро Юрійович      | Селищний голова, 1964 року народження, освіта вища, член Партії регіонів | 31.10.2010   |                 |

Примітка: таблиця складена за даними сайту Верховної Ради України

### Депутати
За результатами місцевих виборів 2010 року депутатами ради стали:

#### За суб'єктами висування
| Суб'єкт висування                                       | Кількість обраних депутатів | %    |
| ------------------------------------------------------- | --------------------------- | ---- |
| Самовисування                                           | 14                          | 46,7 |
| Партія регіонів                                         | 13                          | 43,3 |
| Комуністична партія України                             | 1                           | 3,3  |
| Політична партія Всеукраїнське об'єднання «Батьківщина» | 1                           | 3,3  |
| Соціалістична партія України                            | 1                           | 3,3  |

#### За округами
| № округу                                                | Прізвище, ім'я, по батькові     | Дата визнання обраним | Освіта  | Партійна приналежність                        | Відомості про обраного депутата                    |
| ------------------------------------------------------- | ------------------------------- | --------------------- | ------- | --------------------------------------------- | -------------------------------------------------- |
| Комуністична партія України                             |                                 |                       |         |                                               |                                                    |
| 14                                                      | Мащенко Володимир Миколайович   | 03.11.2010            | вища    | член Комуністичної партії України             | пенсіонер                                          |
| Партія регіонів                                         |                                 |                       |         |                                               |                                                    |
| 1                                                       | Даньков Анатолій Петрович       | 03.11.2010            | середня | член Партії регіонів                          | тимчасово не працює                                |
| 2                                                       | Петлик Світлана Іванівна        | 03.11.2010            | вища    | член Партії регіонів                          | Петрівська сільська бібліотека, бібліотекар        |
| 4                                                       | Діхтяр Антоніна Миколаївна      | 03.11.2010            | вища    | член Партії регіонів                          | Любимівська загальноосвітня школа, вчитель         |
| 5                                                       | Бідулько Світлана Володимирівна | 03.11.2010            | вища    | член Партії регіонів                          | районна лікарня, завідувачка відділу реанімації    |
| 6                                                       | Лишин Віктор Григорович         | 03.11.2010            | вища    | член Партії регіонів                          | приватний підприємець                              |
| 8                                                       | Тумко Юрій Анатолійович         | 18.04.2011            | вища    | член Партії регіонів                          | ТОВ «Євромлин», заступник директора                |
| 9                                                       | Приходько Анатолій Нестерович   | 03.11.2010            | вища    | член Партії регіонів                          | ТОВ «Злагода», головний інженер                    |
| 12                                                      | Джерелейко Олексій Віталійович  | 03.11.2010            | вища    | член Партії регіонів                          | ТОВ «Злагода», головний агроном                    |
| 13                                                      | Шкаран Євгеній Васильович       | 03.11.2010            | вища    | член Партії регіонів                          | ТОВ «Злагода», зооветеринар-спеціаліст             |
| 18                                                      | Ганенко Віталій Олегович        | 03.11.2010            | вища    | член Партії регіонів                          | БТІ, начальник                                     |
| 21                                                      | Бурчак Олександр Петрович       | 03.11.2010            | вища    | член Партії регіонів                          | районна лікарня, завідувач відділу                 |
| 23                                                      | Власенко Андрій Андрійович      | 03.11.2010            | вища    | член Партії регіонів                          | ЦПТ № 2 «Укртелеком», начальник                    |
| 26                                                      | Ковальова Віра Олексіївна       | 03.11.2010            | вища    | член Партії регіонів                          | районна газета «Вісті Софіївщини», редактор        |
| Політична партія Всеукраїнське об'єднання «Батьківщина» |                                 |                       |         |                                               |                                                    |
| 15                                                      | Кандич Віталій Григорович       | 03.11.2010            | вища    | член Всеукраїнського об'єднання «Батьківщина» | приватний підприємець                              |
| Соціалістична партія України                            |                                 |                       |         |                                               |                                                    |
| 30                                                      | Дишко Наталія Василівна         | 03.11.2010            | вища    | позапартійна                                  | Криничанська РДНІ, інспектор                       |
| Самовисування                                           |                                 |                       |         |                                               |                                                    |
| 3                                                       | Бойко Ігор Іванович             | 03.11.2010            | вища    | позапартійний                                 | приватний підприємець                              |
| 7                                                       | Рябко Віра Михайлівна           | 03.11.2010            | вища    | член Всеукраїнського об'єднання «Батьківщина» | тимчасово не працює                                |
| 10                                                      | Моренко Тамара Олексіївна       | 03.11.2010            | вища    | позапартійна                                  | районна рада, заступник голови                     |
| 11                                                      | Кондратюк Сергій Миколайович    | 03.11.2010            | середня | позапартійний                                 | приватний підприємець                              |
| 16                                                      | Чувпило Вадим Вікторович        | 03.11.2010            | вища    | позапартійний                                 | Софіївська селищна рада, заступник голови          |
| 17                                                      | Круглик Віктор Олексійович      | 03.11.2010            | вища    | позапартійний                                 | Софіївська ДЮСШ, тренер                            |
| 19                                                      | Качан Ірина Миколаївна          | 03.11.2010            | вища    | позапартійна                                  | РДА, начальник відділу                             |
| 20                                                      | Білозер Віктор Вікторович       | 03.11.2010            | вища    | позапартійний                                 | ВАТ «Девладівський елеватор», завідувач ферми      |
| 22                                                      | Мазенко Валентина Анатоліївна   | 03.11.2010            | вища    | позапартійна                                  | Софіївське райвно, завідувачка методичної служби   |
| 24                                                      | Дроворуб Ігор Володимирович     | 03.11.2010            | вища    | позапартійний                                 | районне управління юстиції, заступник начальника   |
| 25                                                      | Назаренко Василь Анатолійович   | 03.11.2010            | вища    | член Всеукраїнського об'єднання «Батьківщина» | заступник директора                                |
| 27                                                      | Назаренко Людмила Іванівна      | 03.11.2010            | вища    | позапартійна                                  | Софіївський центр зайнятості, провідний спеціаліст |
| 28                                                      | Біленко Людмила Іванівна        | 03.11.2010            | вища    | позапартійна                                  | приватний підприємець                              |
| 29                                                      | Заскока Олег Леонідович         | 03.11.2010            | вища    | позапартійний                                 | приватний підприємець                              |